# شهرستان مالیپو
شهرستان مالیپو (به لاتین: Malipo County) یک منطقهٔ مسکونی در چین است که در ولایت خودمختار ونشان ژوانگ و میائو واقع شده‌است. شهرستان مالیپو ۲٬۳۹۵ کیلومتر مربع مساحت و ۲۷۰٬۰۰۰ نفر جمعیت دارد.